# PR-HU 73
El PR-HU 73 es una ruta de pequeño recorrido entre el final del Somontano de Barbastro y la Ribagorza, provincia de Huesca, Aragón, España. Empieza en Olvena y acaba en Graus.
El recorrido total son 13,8 km, en torno al valle del Ésera. Las altitudes durante el recorrido oscilan entre los 470 m s. n. m. en Graus y los 675 en el alto de San Roque.
Enlaza un sendero de Gran Recorrido (GR): GR-1. En su transcurso atraviesa los barrancos de Casa Peralta y Esguard.
| Municipios          | Localidades         | Localidades                |
| ------------------- | ------------------- | -------------------------- |
| Olvena              | Olvena              | Olvena                     |
| La Puebla de Castro | La Puebla de Castro | La Puebla de Castro        |
| Graus               | Graus               | GR-1 en el Puente de Abajo |